# 衣冠南渡

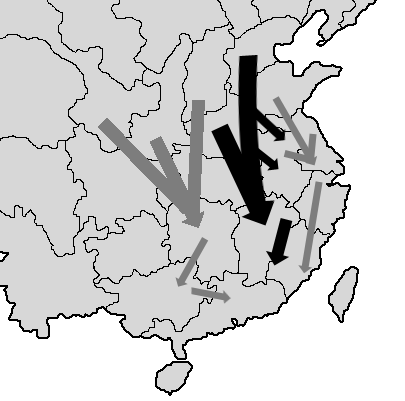
中原氏族南遷圖

衣冠南渡，指晉朝時中原政权和文明首次大規模南迁，由黃河流域遷至長江流域。八王之亂後，晋怀帝、晋愍帝時期仍戰爭不斷，中原空虛，内徙的周边遊牧漁獵部族相继建立政权，威胁到西晋政权，最终匈奴攻破中央朝廷，即「永嘉之禍」。同時，司馬睿經營江南，迎接中原汉族士族臣民从西晉京师洛阳南逃。王導依賴南渡的北方士族，團結江東豪强，協助晉元帝司馬睿重建朝廷，史称「永嘉之乱，衣冠南渡」。晋室渡江后，定都江東建康（今南京），史稱東晉，是古代中國正統皇朝首次由中原遷都至江南，亦是繼孫吳後在江南建立的第二个汉人建立的偏安皇朝，連同南朝四个皇朝，合稱六朝。

## 各地情况

### 福建
在福建，從唐代初年開始出現「永嘉之亂，衣冠入閩」的傳說，最晚在唐宋之際，已有「衣冠南渡，八姓入閩」的具體敘述：自永嘉二年（308年）起，中原士族开始大规模进入福建，入闽的主要八姓，指林、陈、黄、郑、詹、丘、何、胡。專門研究魏晉南北朝史權威的歷史學家王仲荦教授則认为，自永嘉元年（307年）至劉宋泰始二年（466年）一百六十年间，北方流民分七个阶段南下，但流亡南下的人大都只抵达荆州、扬州、梁州、益州等地，没有流入福建的记载。福建師範大學歷史系朱維幹教授也認為「衣冠入閩說」不僅無根據，且背離四世紀當時的歷史局勢。

### 江南
東晉建都建康，大量士族從華北，南下江南一帶，在江南落地生根。華北士族南渡，號稱僑姓，居首者：琅琊王氏、陳郡謝氏、陈郡袁氏、蘭陵蕭氏，合稱「王謝袁蕭」。
此外也有其他士族南渡，如祖逖、蘇峻由原本青州刺史部遷居至江南。

#### 代表人物
- 五馬渡江
- 王導：西晉亡國前南下，助晉元帝在江南穩固政權。
- 謝安：晉朝名相，曾協助東晉在「淝水之戰」中獲勝。